# Villalobar de Rioja
Villalobar de Rioja es un municipio y localidad española de la comunidad autónoma de La Rioja. El término municipal tiene una población de 73 habitantes (INE 2024).

## Etimología
En apariencia, Villalobar podría estar relacionado con “lobo”, pero gracias a la documentación medieval (Alfovare, Villa Lhovar, Bilafavar) se sabe que el nombre es un híbrido del latín y árabe, en el que se puede reconocer la formación villa + ar, al-hawr ("el olmo").

## Geografía
Se ubica en torno al valle del Oja. Predominan las actividades primarias, principalmente la agricultura de secano, con el cultivo de trigo, cebada, patata, remolacha y hortalizas. Se encuentra entre Santo Domingo de la Calzada y Haro. 

## Historia
En su término municipal se encuentran vestigios de la antigua calzada romana que unía Tricio y Briviesca. Los romanos llamaron a la villa Alfovare. Aparece como Villafavar en un documento del año 1120. Hasta 23 de diciembre de 1804 fue una aldea perteneciente a Santo Domingo de la Calzada, año en que el rey Carlos IV de España le concedió el título de villa independiente.
Hasta la reforma de la nomenclatura municipal de 1916 el municipio se llamaba simplemente Villalobar. En dicha fecha su nombre fue modificado por el de Villalobar de Rioja.

## Demografía
Cuenta con una población de 73 habitantes (INE 2024).
| Gráfica de evolución demográfica de Villalobar de Rioja entre 1842 y 2021 |
| |
| Población de derecho según los censos de población del INE Población de hecho según los censos de población del INEEn estos censos se denominaba Villalobar: 1842, 1857, 1860, 1877, 1887, 1897, 1900 y 1910 |

## Economía

### Evolución de la deuda viva
El concepto de deuda viva contempla sólo las deudas con cajas y bancos relativas a créditos financieros, valores de renta fija y préstamos o créditos transferidos a terceros, excluyéndose, por tanto, la deuda comercial.
| Gráfica de evolución de la deuda viva del ayuntamiento entre 2008 y 2014                             |
| |
| Deuda viva del ayuntamiento en miles de Euros según datos del Ministerio de Hacienda y Ad. Públicas. |

La deuda viva municipal por habitante en 2014 ascendía a 0 €.

## Administración
| Periodo   | Nombre                             | Partido |
| --------- | ---------------------------------- | ------- |
| 1979-1983 | Eduardo Bartolomé Pinedo           | UCD     |
| 1983-1987 | José Ramón Sáenz de La Torre Rioja | AP      |
| 1987-1991 | César Augusto Junquera Rojo        | PP      |
| 1991-1995 | Jaime García                       | PSOE    |
| 1995-1999 | Ricardo Crespo Corral              | PP      |
| 1999-2003 | Ricardo Crespo Corral              | PP      |
| 2003-2007 | Ricardo Crespo Corral              | PP      |
| 2007-2011 | Ricardo Crespo Corral              | PP      |
| 2011-2015 | Amaya del Río Oca                  | PP      |
| 2015-2019 | Álvaro Tecedor Rotaeche            | PP      |
| 2019-2023 | Álvaro Tecedor Rotaeche            | PP      |

## Monumentos y lugares de interés

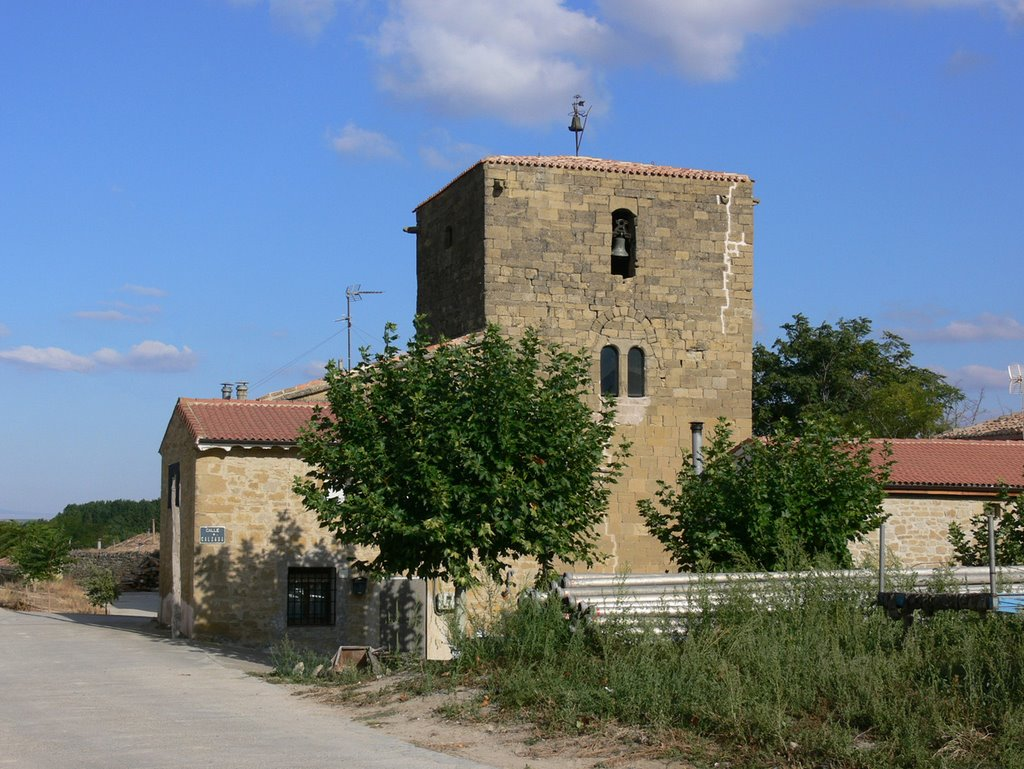
Iglesia parroquial de la Asunción

- Iglesia parroquial de la Asunción, situada en lo alto de la localidad. Data de finales del siglo XII y principios del siglo XIII. La portada está cobijada por un porche que la protege de la erosión. Consta de cuatro arquivoltas de medio punto con baquetones y molduras que descansan sobre pilastras y columnas acodilladas.
- Torreón del siglo XII, construido en piedra sillar. Tiene planta cuadrada y consta de un sótano o bodega, planta baja y tres pisos sobre vigas de madera. El interior de la torre ha sido modificado.
- Casona de los Bustamantes. Palacete solariego de principios del siglo XVII, con piedra de sillería y escudo de la familia Bustamante, considerado patrimonio artístico y recientemente convertido en un hotel de lujo, con decorados pintados a mano y salones de diferente temática cultural.
- Casas solariegas blasonadas.

## Fiestas y tradiciones
- 16 de abril: Santo Toribio de Liébana.
- 25 de agosto: Fiestas de Gracias. Procesión con San Peregrín

## Asociaciones Culturales
- Asociación sociocultural “Villa Alfovare”
- Asociación socio.cultural "Villa del Olmo"

## Turismo
- Paseos por las Choperas del río Oja hasta Santo Domingo de la Calzada.